# Palladiusz (Rajew-Pisariew)
Palladiusz, imię świeckie Pawieł Rajew-Pisariew (ur. 8 czerwca?/20 czerwca 1827, zm. 23 listopada?/5 grudnia 1898 w Petersburgu) – rosyjski metropolita prawosławny.

## Życiorys
Urodził się w rodzinie kapłana prawosławnego, pracującego w eparchii niżnonowogrodzkiej. Ukończył seminarium duchowne w Niżnym Nowogrodzie, zaś w 1852 uzyskał tytuł magistra nauk teologicznych w Kazańskiej Akademii Duchownej. Został wówczas skierowany do pracy jako wykładowca języka tatarskiego, logiki i psychologii w seminarium, którego był absolwentem. 15 sierpnia 1856, jako duchowny żonaty, został wyświęcony na kapłana.
15 stycznia 1861 po śmierci żony złożył wieczyste śluby zakonne i w roku następnym został mianowany archimandrytą. W 1863 mianowany inspektorem, zaś rok później rektorem seminarium duchownego w Petersburgu. 18 grudnia 1866 został wyświęcony na biskupa pomocniczego eparchii petersburskiej z tytułem biskupa ładoskiego. 15 lipca 1869 został ordynariuszem eparchii wołogodzkiej. W 1873 został przeniesiony do eparchii tambowskiej, gdzie prowadził działalność misyjną wśród staroobrzędowców. 
Od 1876 był biskupem riazańskim, zaś 12 kwietnia 1881 podniesiony do godności arcybiskupa. Również w eparchii riazańskiej prowadził działalność misyjną. Zbierał również fundusze na rzecz prawosławnych Bułgarów żyjących pod panowaniem tureckim. 21 sierpnia 1882 objął katedrę kazańską i swijaską, w tym samym roku został na stałe członkiem Świątobliwego Synodu Rządzącego. Jako ordynariusz eparchii kazańskiej wprowadził zasadę stosowania w parafiach języka liturgicznego zgodnego z narodowością wiernych, a zatem rezygnacji z cerkiewnosłowiańskiego w parafiach, gdzie etniczni Rosjanie byli w mniejszości. Organizował spotkania biskupów pracujących na terenie Powołża, w czasie których dyskutowane były szczególnie interesujące go problemy nawracania na prawosławie członków Kościołów powstałych poprzez rozłam w Rosyjskim Kościele Prawosławnym i sekt oraz poddanych carskich pochodzenia nierosyjskiego. We wszystkich administrowanych przez siebie eparchiach prowadził działalność budowlaną (wznoszenie nowych cerkwi), założył dwa monastery.
29 września 1887 został mianowany arcybiskupem kartlińskim i kachetyńskim, egzarchą Gruzji, zaś w 1888 za pracę na rzecz Cerkwi został nagrodzony prawem noszenia brylantowego krzyża na kłobuku). Zainicjował wydawanie organu prasowego egzarchatu – rosyjskojęzycznego pisma Gruzinskij Wiestnik. Z Gruzji wyjechał w 1892, gdy został wyznaczony na metropolitę petersburskiego i ładoskiego. W 1896 jako metropolita petersburski koronował ostatniego cara Rosji – Mikołaja II.
Mimo pełnionych wysokich urzędów w hierarchii cerkiewnej nie posiadał wpływów politycznych w kręgach dworu carskiego.
Zmarł sześć lat później po kilkumiesięcznej chorobie i został pochowany w cerkwi św. Izydora w kompleksie Ławry św. Aleksandra Newskiego, której przełożonym był z racji objęcia katedry petersburskiej. W 1932 jego szczątki przeniesiono na cmentarz mnichów Ławry.
Jego syn Nikołaj Rajew był ostatnim oberprokuratorem Świątobliwego Synodu Rządzącego pod rządami carskimi i przedostatnim w historii Rosyjskiego Kościoła Prawosławnego.